# Dorvigny
Louis-François Archambault, dit Dorvigny, né le 30 mars 1742 à Paris où il est mort le 5 janvier 1812, est un romancier, dramaturge et acteur comique français, inventeur du janotisme.

## Biographie
Louis-François Archambault, que l’on disait fils naturel de Louis XV, commença sa carrière d’acteur au boulevard chez Nicolet et se produisit aux théâtre des Variétés-Amusantes, à l’Ambigu-Comique, aux Grands-Danseurs du Roi, aux Délassements-Comiques et aux Associés.
C’était également un auteur prolifique en parades, impromptus, prologues, opéras-comiques, vaudevilles, comédies en vers et prose de toutes sortes, dont la très grande facilité à écrire a été ainsi raillée dans le Dictionnaire des grands hommes du jour de Floréal, an VIII : « Dorvigny enfante des volumes par jour. Veut-il déjeuner ? il écrit. Veut-il dîner ? il écrit. Veut-il boire ? ce qui lui arrive assez souvent, il écrit. Encore que le public serait-il plus heureux si Dorvigny avait moins soif. »
Après avoir abandonné la poésie de cour, il a composé pour les théâtres de second ordre un grand nombre de pièces qui parurent de 1770 à 1800 et dont quelques-unes connurent une grande vogue, entre autres : Janot ou les Battus paient l’amende, Le Tu et le Toi, Roger Bontemps, Le Désespoir de Jocrisse, et toutes les autres parades qui portent le nom de Jocrisse.
La pièce Janot ou les Battus paient l’amende avait eu tant de succès que certains voulaient en attribuer la paternité au ministre Maurepas qui laissait dire. Elle a inauguré la série des pièces où Janot, un type burlesque de valet, qui y figurait comme personnage principal est devenu un caractère type de théâtre français. C’est également du nom de ce personnage que vient le janotisme, construction vicieuse de la phrase consistant à en inverser les différents membres de façon à produire un sens équivoque. Janot devint alors tellement à la mode que des statuettes de lui se vendaient. Il y eut des modes, des coiffures, des potages à la Janot.
Dorvigny a également écrit des pièces d'ombres chinoises et de marionnettes pour le théâtre Séraphin (voir ) 
Dorvigny inventa ensuite le caractère de Christophe Lerond. Sous le Directoire, Dorvigny fut la cause, après le 9 Thermidor de la fermeture, du 8 Ventôse An IV au 13 Germinal du Théâtre-Français pour le peu d’empressement des comédiens à jouer les personnages républicains dans les pièces qu’ils représentaient et la pièce Les réclamations contre l’emprunt forcé. Il créa ensuite le personnage de Jocrisse qui eut autant de succès que celui de Janot. Jocrisse, peut-être inspiré du Stenterello piémontais est tout aussi bête que Janot mais la bêtise de Jocrisse est la bêtise heureuse de l’homme bien à son aise tandis que celle de Janot était celle du valet. 
Dorvigny a aussi publié des romans, dont le plus connu est le Nouveau roman comique (an VIII) et Ma tante Geneviève ou je l’ai échappé belle (an IX) qui passe généralement pour son chef-d’œuvre a été décrit comme écrit par « quelqu’un qui n’a jamais rien eu à démêler avec l’Académie française ». Il a également publié Madelon Friquet et Colin tampon ou les Amants du Faubourg Saint-Martin. La liste exhaustive de ses œuvres n’est pas connue car il en signait également D… y ou bien D… gny.
Hormis les janotismes, le legs de Dorvigny à la langue française consiste dans le nombre de ses dictons et proverbes qui sont passés dans l’usage.

## Œuvres
Théâtre
- À bon chat, bon rat, comédie-proverbe (texte en ligne)
- Aujourd'hui, ou Roger Bontemps, comédie en un acte et en prose, Paris, théâtre de l'Ambigu-Comique, 15 juin 1782
- Bernique, ou le Tyran comique, parodie en 3 actes et en vers, Paris, théâtre de l'Ambigu-Comique, 21 août 1787
- Blaise le hargneux, comédie en un acte et en prose, Paris, théâtre des Grands-Danseurs du Roi, 17 novembre 1782
- Cà n’en est pas, proverbe
- Carmagnole et Guillot Gorju, tragédie pour rire, avec Louis Heurteaux dit Dancourt, 1782
- Chacun son métier, les champs sont bien gardés, proverbe
- Christophe le Rond, comédie en un acte et en prose
- Hurlubrelu ou Tout de travers, comédie en un acte et en prose
- Janot chez le dégraisseur ou A quelque chose malheur est bon, proverbe, Paris, théâtre des Variétés-Amusantes, 18 octobre 1779 (texte en ligne)
- Janot ou les Battus payent l’amende, comédie proverbe en un acte
- Jocrisse au bal de l’Opéra, folie en deux actes
- Jocrisse congédié, folie en deux actes
- Le Mariage par comédie, ou les Dupes, comédie en un acte, en prose, 1789
- La Corbeille enchantée ou le Pays des chimères, comédie avec spectacle et divertissemens
- La Fête de campagne ou l’Intendant comédien malgré lui, comédie épisodique en un acte, en prose et en vers
- La Méprise innocente, comédie en un acte et en prose, Paris, théâtre de l'Ambigu-Comique, 31 octobre 1791
- La Rage d’amour, parodie de Roland en un acte et en vers, mêlée de vaudevilles et ariettes, Paris, théâtre de l'Hôtel de Bourgogne, 19 mars 1778
- L’Avocat chansonnier, ou Qui compte sans son hôte compte deux fois, comédie-proverbe, Paris, théâtre des Variétés-Amusantes, 18 août 1779
- Le Brave Homme, comédie en un acte et en prose, Paris, théâtre des Élèves pour la danse de l'Opéra, 24 avril 1779
- Le Désespoir de Jocrisse, comédie-folie en deux actes et en prose, Paris, théâtre Montansier, 22 novembre 1791 (texte en ligne)
- Le Mai, comédie en un acte
- Le Nègre blanc, comédie en un acte et en prose, Paris, théâtre des Variétés-Amusantes, 28 juin 1780
- Le Niais de Sologne ou Il n’est pas si bête qu’il en a l’air, comédie en un acte en prose
- Le Sultan généreux, comédie en trois actes en vers, Paris, théâtre de l'Ambigu-Comique, 10 mai 1784
- L’Emménagement de la folie, comédie en un acte
- Les Battus paient l’amende ou Ce que l’on voudra, proverbe-comédie-parade
- Les Bons Amis ou Il était temps, parodie d’Iphigénie en Tauride, en un acte et en vers, comédie-proverbe, Paris, théâtre des Variétés-Amusantes, 2 juillet 1779
- Les Désespérés ou le Projet anglais, comédie en un acte et en prose
- Les Étrennes de l’amitié, de l’amour et de la nature, comédie en un acte, en vers
- Les Fausses consultations, comédie en un acte et en prose
- Les Folies à la mode, comédie en un acte
- Les Réclamations contre l’emprunt forcé, comédie en 1 acte, Paris, théâtre d'Émulation, 9 janvier 1796 (texte en ligne)
- Les Suisses de Châteauvieux, pièce historique en 2 actes et en prose, Paris, Théâtre Molière, 5 décembre 1791
- L’Hospitalité ou le Bonheur du vieux père, opéra-comique en un acte et en vaudevilles, mêlé de musique italienne
- L’Intendant comédien malgré lui, comédie épisodique
- Ni l’un ni l’autre, comédie en un acte
- On fait ce qu’on peut et non pas ce qu’on veut, comédie-proverbe à deux acteurs
- Oui ou non, comédie en un acte et en prose, 1780
- Qui court deux lièvres n'en prend aucun, comédie en prose, Paris, théâtre des Grands-Danseurs du Roi, 30 novembre 1782
- Raimonde, ou Laissez chacun comme il est, pièce en 1 acte et en prose, Paris, théâtre des Grands-Danseurs du Roi, 10 octobre 1782
- Nitouche et Guignolet, comédie en un acte et en prose, an X

Romans
- Mystifications d’Innocentin Poulot, petit-fils de M. de Pouceaugnac
- Nouveau Roman comique
- Ma tante Geneviève ou je l’ai échappé belle
- Madelon Friquet et Colin Tampon ou les Amants du Faubourg Saint-Martin
- Le Ménage diabolique
- La Femme à projets
- Madame Botte
- Les Caprices et bizarreries de la nature
- Les Quatre cousins
- Les Mille et un guignons